# New Jersey SkyCats
I New Jersey SkyCats sono stati una franchigia di pallacanestro della ABA 2000, con sede a Hackensack, New Jersey. Nacquero nel 2004 come New Jersey Jaguars, ma cambiarono nome prima dell'inizio del campionato. Disputarono unicamente la stagione 2004-05, concludendo la regular season con un record di 12-9 e perdendo nei quarti di finale dei play-off con i Maryland Nighthawks.
Scomparvero al termine della stagione.

## Stagioni
| Stagione | Lega     | Denominazione              | V  | P | %    | Piazzamento | Play-off         |
| -------- | -------- | -------------------------- | -- | - | ---- | ----------- | ---------------- |
| 2004-05  | ABA 2000 | New Jersey Jaguars/SkyCats | 12 | 9 | 57,1 | 5º          | Quarti di finale |